# Luftfaust-B
Abwehrrakete Luftfaust-B (в переводе с нем. — «оборонительный гранатомёт «Люфтфауст-Б»; нем. lʉ̞ftfaust; от luft — «воздух» и faust — «кулак», что можно перевести как «[противо]воздушный кулак»; фонетический перевод — «Лю́фтфауст-Б») — немецкий девятиствольный зенитный гранатомёт периода Второй мировой войны, являлся дальнейшим развитием предыдущей опытной модели Luftfaust-A, предназначался для борьбы с низколетящими самолётами на высотах ниже 200 метров. В 1945 году был запланирован к серийному производству силами заключённых концентрационных лагерей на военных заводах компании HASAG в Лейпциге, для оснащения пехотных подразделений Вермахта, войск СС, а также частей Фольксштурма как средство прикрытия войск от налётов тактической авиации противника. В марте 1945 г. предприятие получило заказ на производство 10 тыс. гранатомётов и 4 млн боеприпасов к ним, — реально до конца войны было изготовлено около ста экземпляров «Люфтфауста» второй модели и ограниченная партия ракет.

## Техническое описание
Пусковое устройство гранатомёта представляло собой связку из девяти гладких труб, предназначенных для стрельбы модифицированным 20-мм боеприпасом. Электрическая цепь запуска включала в себя индукционный генератор, соединённый со спусковым крючком и контактами, выходящими своими клеммами на воспламенители ракет. При нажатии на спусковой крючок, цепь замыкалась и происходил залп. Стрелок вёл огонь с плеча. Последовательным залпом выстреливался весь боекомплект — пять ракет сходу после нажатия на спуск и остальные четыре ещё через 100 миллисекунд (или 1⁄10 секунды). Ракета к гранатомёту «Люфтфауст» представляла собой унитарный боеприпас, состоящий из боевой части, — стандартного осколочно-зажигательного снаряда к зенитной пушке, который снабжался взрывателем AZ 50. К задней части снаряда методом закатки присоединялась камера сгорания из тонкостенной трубы, длиной 170 мм. Твердотопливная шашка размером 18×6,6/113 мм вкладывалась внутрь камеры. Сопловое дно с четырьмя скошенными соплами и одним центральным было сделано из технического фарфора. В центральное сопло вводились провода, ведущие к воспламенителю. Сопловое дно соединялось с камерой сгорания методом завальцовки, а затем весь собранный двигатель закрывался специальным футляром. Число оборотов, принятых для стабилизации ракеты в полёте, было необычайно большим, что достигалось установкой скошенных сопел под углом 45°. Это приводило к значительным потерям в тяге, так как оптимальный угол составлял 13-17°, что было проигнорировано, так как расчётная дальность стрельбы была сравнительно невелика. Для быстрого перезаряжания была разработана укупорка с девятью ракетами, которую можно было незамедлительно вставить в пусковое устройство и открыть огонь, для этого укупорка была снабжена электроконтактами, стыкующимися к электрической цепи запуска и замыкающимися при нажатии на спуск.

## Тактико-технические характеристики
Зенитный гранатомёт «Люфтфауст» и боеприпасы к нему имели следующие тактико-технические характеристики (противоречивые сведения из различных источников указаны через обел ÷):

### Оружие
- Тип оружия — зенитный гранатомёт;
- Количество стволов — 9 стволов;
- Длина оружия — 1250 ÷ 1500 мм;
- Калибр ствола — 20 мм;
- Масса оружия в снаряжённом состоянии — 6500 г;
- Параметры сектора обстрела цели

- Эффективная высота стрельбы — 200 м;
- Максимальная высота стрельбы — 500 м;

- Радиус рассеивания

- на расстоянии 200 м — 20 м;
- на расстоянии 500 м — 30 м;

- Интервал между фазами одного залпа — 1⁄10 ÷ 1⁄5 сек.

### Боеприпас
- Тип используемых боеприпасов — неуправляемая ракета;
- Тип боевой части — осколочно-зажигательная;
- Калибр боеприпаса — 20 мм;
- Длина боеприпаса — 226 ÷ 228 мм;
- Отношение длины к калибру — 11,3 : 1;
- Общая масса боеприпаса — 220 г;

- Масса метательного заряда — 41 г;
- Масса боевой части — 90 г;
- Масса взрывчатого вещества — 15 г;

- Количество оборотов снаряда — 433,3 об/сек;
- Начальная скорость снаряда — 250 ÷ 310 м/с.

### Боекомплект
- Носимый боекомплект — 18 неуправляемых ракет, из них

- 9 ракет заряженных в гранатомёт,
- 9 ракет переносимых в укупорке.

## Сравнительная характеристика
| Предприятие-изготовитель | Hugo Schneider AG                                                                                             | Hugo Schneider AG                                                                                             | Hugo Schneider AG                                                                                             | КБМ, ОКБ-61                                                                                                   |  |  |   |
| Дата начала работ над проектом | июль 1944 | сентябрь 1944                                                                                                 | февраль 1945                                                                                                  | июнь 1966 |  |  |   |
| Дата завершения работ | сентябрь 1944                                                                                                 | февраль 1945                                                                                                  | май 1945 | май 1968 |  |  |   |
| Количество стволов | 4 | 9 | 6 | 7 |  |  |   |
| Блок стволов (конфигурация) | \| \| \| \| \| \| \| \| · \| \| \| \| \| \| \| \| \| \| \| \| \| \| \| \| \| \| \| \| \| \| \| \| \| \| \| \| | \| \| \| \| \| \| \| \| · \| \| \| \| \| \| \| \| \| \| \| \| \| \| \| \| \| \| \| \| \| \| \| \| \| \| \| \| | \| \| \| \| \| \| \| \| · \| \| \| \| \| \| \| \| \| \| \| \| \| \| \| \| \| \| \| \| \| \| \| \| \| \| \| \| | \| \| \| \| \| \| \| \| · \| \| \| \| \| \| \| \| \| \| \| \| \| \| \| \| \| \| \| \| \| \| \| \| \| \| \| \| |  |  |   |
| Масса гранатомёта, г | | 6500 | | 9200 |  |  |   |
| Длина гранатомёта, мм | 1000 | 1500 | | 1500 |  |  |   |
| Калибр ствола, мм | 26 | 20 | 30 | 30 |  |  |   |
| Боеприпас | 2 cm BrsprGr                                                                                                  | 2 cm R.SprGr                                                                                                  | 3 cm M-Gesch.                                                                                                 | НРС-30 |  |  |   |
| Боеприпас | 2 cm L/Spur W                                                                                                 | 2 cm R.SprGr                                                                                                  | 3 cm M-Gesch.                                                                                                 | НРС-30 |  |  |   |
| Взрыватель | неконтактный AZ 48, AZ 50A, AZ 50B, AZ 1528 или контактный мгновенного действия AZ 1505                       | неконтактный AZ 48, AZ 50A, AZ 50B, AZ 1528 или контактный мгновенного действия AZ 1505                       | неконтактный AZ 48, AZ 50A, AZ 50B, AZ 1528 или контактный мгновенного действия AZ 1505                       | |  |  |   |
| Масса боеприпаса, г | | 220 | 330 | 642 |  |  |   |
| Масса разрывного заряда, г | 19 | 15 | 75 | |  |  |   |
| Диаметр и длина боеприпаса, мм | 26×231 | 21×228 | | |  |  |   |
| Диаметр и длина ракеты (снаряда), мм | 39×138 | 19×82 | | |  |  |   |
| Начальная скорость ракеты (снаряда), м/с | 250 | 310 | | 110 |  |  |   |
| Маршевая скорость ракеты (снаряда), м/с | 380 | 350 | | 560 |  |  |   |
| Максимальная высота полёта ракеты (снаряда), м | | 1000 | | |  |  |   |
| Максимальная дальность полёта ракеты (снаряда), м | | 2000 | | 2000 |  |  |   |
| Досягаемость по высоте, м | 350 | 500 | | |  |  |   |
| Эффективная высота стрельбы по воздушным целям, м | | 200 | | 300 |  |  |   |
| Эффективная дальность стрельбы по наземным целям, м | | | | |  |  |   |
| Залп | последовательный, разделённый на две фазы                                                                     | последовательный, разделённый на две фазы                                                                     | последовательный, разделённый на две фазы                                                                     | единовременный                                                                                                |  |  |   |
| Интервал между фазами, с | 0,6—0,8 | 0,1—0,2 | | — |  |  |   |
| Последовательность схода ракет (снарядов) | 2 и 2 | 5 и 4 | 3 и 3 | 7 сразу |  |  |   |
| Источники информации - Fleischer, Wolfgang ; Jülch, Hubert. Deutsche Nahkampfmittel bis 1945 (нем.). — Stuttgart: Motorbuch Verlag, 2006. — S. 289–290 — 320 s. — ISBN 3-613-02587-6. - Duske, Heiner F. ; Greenland, Tony ; Schulz, Frank. Experimental Flak-Weapons of the Wehrmacht (англ.). — Neumünster: Heinrich A. Duske, 1998. — Vol. 2 — P. 45–53 — 52 p. — (Nuts & Bolts; 8). - Hahn, Fritz. Waffen und Geheimwaffen des deutsched Heeres 1933–1945. Band I. Infanteriewaffen, Pionierwaffen, Artilleriewaffen, Pulver, Spreng-und Kampfstoffe (нем.). — Koblenz: Bernard & Graefe Verlag, 1986. — S. 208–209 — 239 s. — ISBN 3-7637-5830-5. - Kroulík, Jiří ; Růžička, Bedřich. Vojenské rakety (чешск.). — Praha: Naše vojsko, 1985. — S. 142–143,311 — 586 s. - Fitzsimons, Bernard. The Illustrated Encyclopedia of 20th Century Weapons and Warfare (англ.). — London: Phoebus Publishing Company / BPC Publishing Ltd., 1978. — Vol. 9 — P. 962 — 2685 p. - Baker, David. The Rocket: The History and Development of Rocket & Missile Technology (англ.). — N.Y.: Crown Publishers, Inc., 1978. — P. 87 — 277 p. — ISBN 0-517-53404-5. - Кузнецов К. А. Все ракеты Второй Мировой : единственная полная энциклопедия. — М.: Яуза; Э, 2006. — С. 96–99 — 240 с. — (Ракетная коллекция) — ISBN 978-5-699-83379-5. - Широкорад А. Б. От «Катюши» до «Смерча»: из истории реактивной артиллерии. — М.: Вече, 2005. — С. 203–210 — 400 с. — Тираж 5 тыс. экз. — (Военный парад истории) — ISBN 5-9533-0819-1. | | | | |  |  |   |
| | | | | |  |  | · |
| | | | | |  |  |   |
| | | | | |  |  |   |
| | | | | |  |  |   |

## Боевые качества
В мае 1945 года Германия и её вооружённые силы подписали капитуляцию. Соответственно, результаты боевого применения «Люфтфауста» и его эксплуатации в боевой обстановке в самом конце войны остались неизвестны, поэтому судить с уверенностью о боевых качествах зенитного гранатомёта в целом, и его боевой эффективности в частности, опираясь на опыт войсковой эксплуатации, а не только лишь заводских лабораторных и полигонных испытаний, не представляется возможным.

## Дальнейшее развитие идеи
Идея стрельбы по низколетящим летательным аппаратам одновременным залпом нескольких неуправляемых реактивных снарядов и принцип действия, реализованный в конструкции «Люфтфауста», были востребованы позже, когда Советский Союз осуществлял поддержку национально-освободительных движений Юго-Восточной Азии в ходе Второй Индокитайской войны (наибольший объём военной помощи поступал во Вьетнам). Перед советскими разработчиками средств противовоздушной обороны была поставлена задача создания дешёвого, надёжного и простого в эксплуатации средства борьбы с вертолётной и винтомоторной самолётной авиацией противника на малых высотах, не требующего специальной подготовки как в случае с дорогостоящими и требующими квалифицированного технического обслуживания в условиях тропического вьетнамского климата зенитными управляемым ракетами, которым можно было бы оснастить партизан Народного фронта освобождения Южного Вьетнама, ведущих борьбу против мультинационального контингента оккупационных сил и сформированной американцами Армии Республики Вьетнам. В результате проведённых опытно-конструкторских работ появился семиствольный зенитный гранатомёт «Колос», который так и не был запущен в серийное производство по причине неудовлетворительных показателей точности стрельбы и вероятности поражения целей на требуемых дистанциях, а также ввиду создания и успешных испытаний ПЗРК «Стрела-2». «Люфтфауст» и «Колос» остались уникальными в своём роде образцами зенитного вооружения, дальнейшее развитие переносных средств ПВО пошло по пути усовершенствования зенитных управляемых ракет ближнего действия.

## Комментарии
1. ↑  По-русски традиционно произносится с ударением на второй слог — «Люфтфа́уст-Б»